# Dendrobium dichrotropis
Dendrobium dichrotropis är en orkidéart som beskrevs av Rudolf Schlechter. Dendrobium dichrotropis ingår i släktet Dendrobium, och familjen orkidéer. Inga underarter finns listade i Catalogue of Life.